# Минтер, Кёрби
Кёрби Минтер (англ. Kirby Minter; 23 ноября 1929, Мариетта, Оклахома, США — 11 августа 2009, Оклахома-Сити, Оклахома, США) — бывший американский баскетболист, чемпион мира 1954 года. Играл на позиции форварда. Рост 198 см, вес 91 кг. В 2007 году был включён в Спортивный Зал Славы города Дюрант, в котором 4 января назван «Днём Кёрби Минтера». Играл за студенческую команду Юго-восточного государственного университета Оклахомы.
В качестве игрока «Peoria Caterpillars» (AAU), которая была составлена из служащих компании Caterpillar Incorporated, он представлял мужскую национальную баскетбольную команду США на чемпионате мира ФИБА 1954 года и был назван самым ценным игроком соревнования, на котором он набрал 100 очков (11.1 очка в среднем за игру).